# Nucras intertexta
Nucras intertexta — вид ящірок родини ящіркових (Lacertidae). Мешкає в Південній Африці.

## Поширення і екологія
Nucras intertexta мешкають в Намібії і Ботсвані, на півночі, північному сході і в центрі ПАР та на півдні Зімбабве і Мозамбіку. Вони живуть в піщаних місцевостях в сухих саванах, в напівпустелі Калахарі, у відкритих чагарникових заростях та на сухих луках. Зустрічаються на висоті від 300 до 1400 м над рівнем моря.